# Прибрежний (Оренбурзька область)
Прибре́жний (рос. Прибрежный) — селище у складі Домбаровського району Оренбурзької області, Росія.

## Населення
Населення — 357 осіб (2010; 559 у 2002).
Національний склад (станом на 2002 рік):
- казахи — 83 %